# Guanarito (Venezuela)
Pour les articles homonymes, voir Guanarito.
Guanarito est le chef-lieu de la municipalité de Guanarito dans l'État de Portuguesa au Venezuela. Autour de la ville s'articule la division territoriale et statistique de Capitale Guanarito.